# Consorti dei sovrani portoghesi
Nel corso della sua storia, la monarchia portoghese ha avuto solo due regine regnanti: Maria I e Maria II del Portogallo (e, probabilmente, Beatrice per un breve periodo di tempo nel XIV secolo).
Le altre donne che utilizzarono il titolo di Regina del Portogallo erano semplicemente regine consorti, mogli dei re portoghesi. Tuttavia, molte di loro sono stati molto influenti per la storia del paese, dopo aver governato come reggenti per i loro figli minori ed eredi, così come avere avuto una grande influenza sui loro coniugi.
Elisabetta d'Aragona, che aveva sposato Dionigi del Portogallo, fu proclamata santa dopo che si era parlato di miracoli compiuti dopo la sua morte.
Il Portogallo ha anche avuto due consorti reali di sesso maschile - Auguste de Beauharnais, II duca di Leuchtenberg e Ferdinando II del Portogallo - entrambi consorti di Maria II del Portogallo. Il primo morì lasciando la moglie senza figli e quindi non diventò mai re del Portogallo poiché il marito di una Regina regnante portoghese poteva ricevere il titolo di Re dopo la nascita di qualsiasi figlio da quel matrimonio. Il secondo marito di Maria II fu suo consorte fino alla nascita del loro primo figlio. Alla nascita dell'erede, Ferdinando cessò di essere consorte divenendo, invece, jure uxoris re del Portogallo, come Ferdinando II.

## Contessa consorte di Portogallo
Borgogna, 1093-1139 
| Immagine | Nome           | Padre                            | Nascita    | Matrimonio | Divenne Consorte | Cessò di essere Consorte        | Morte            | Consorte           |
| -------- | -------------- | -------------------------------- | ---------- | ---------- | ---------------- | ------------------------------- | ---------------- | ------------------ |
|          | Teresa di León | Alfonso VI, re di León (Jiménez) | 1080 circa | 1095       | 1096             | 22 maggio 1112 morte del marito | 11 novembre 1130 | Enrico di Borgogna |

## Regina consorte di Portogallo
Borgogna, 1139–1383 
| Immagine | Nome                       | Padre                                                    | Nascita             | Matrimonio                                  | Divenne Consorte                    | Cessò di essere Consorte                      | Morte                     | Consorte     |
| -------- | -------------------------- | -------------------------------------------------------- | ------------------- | ------------------------------------------- | ----------------------------------- | --------------------------------------------- | ------------------------- | ------------ |
|          | Mafalda di Savoia          | Amedeo III, conte di Savoia (Savoia)                     | 1125                | gennaio/giugno 1146                         | gennaio/giugno 1146                 | 4 novembre 1157                               | 4 novembre 1157           | Alfonso I    |
|          | Dolce d'Aragona            | Raimondo Berengario, IV conte di Barcellona (Barcellona) | 1160                | 1174/5                                      | 6 dicembre 1185 ascesa del marito   | 1º settembre 1198                             | 1º settembre 1198         | Sancho I     |
|          | Urraca di Castiglia        | Alfonso VIII, re di Castiglia (Ivrea)                    | 1186/28 maggio 1187 | 1206                                        | 26 marzo 1212 ascesa del marito     | 3 novembre 1220                               | 3 novembre 1220           | Alfonso II   |
|          | Mencía López de Haro       | Lope Díaz II de Haro (Haro)                              | 1215                | 1246                                        | 1246                                | 4 dicembre 1247 deposizione del marito        | 3 novembre 1220           | Sancho II    |
|          | Matilde II di Boulogne     | Rinaldo I, conte di Dammartin (Mello)                    | 1202                | 1235                                        | 4 gennaio 1248 ascesa del marito    | 1253 divorzio                                 | 14 gennaio 1259/1260/1262 | Alfonso III  |
|          | Beatrice di Castiglia      | Alfonso X, re di Castiglia (Ivrea)                       | 1242                | 1253                                        | 1253                                | 16 febbraio 1279 morte del marito             | 27 ottobre 1303           | Alfonso III  |
|          | Elisabetta d'Aragona       | Pietro III, re di Aragona (Barcelona)                    | 4 gennaio 1271      | 2 febbraio/24 giugno 1282                   | 2 febbraio/24 giugno 1282           | 7 gennaio 1325 morte del marito               | 4 luglio 1336             | Dionigi      |
|          | Beatrice di Castiglia      | Sancho IV, re di Castiglia (Ivrea)                       | 8 marzo 1293        | 12 settembre 1309                           | 7 gennaio 1325 ascesa del marito    | 28 maggio 1357 morte del marito               | 25 ottobre 1359           | Alfonso IV   |
|          | Inés de Castro             | Pedro Fernandes de Castro (Castro)                       | 1325/7              | 1346 in segreto 1º gennaio 1354 apertamente | -                                   | -                                             | 7 gennaio 1355            | Pietro I     |
|          | Eleonora Telles de Menezes | Martin Alfonso Télles de Menezes (Menezes)               | 1350                | marzo 1372                                  | marzo 1372                          | 22 ottobre 1383 morte del marito              | 27 aprile 1386            | Ferdinando I |
|          | Giovanni I di Castiglia    | Enrico II, re di Castiglia (Trastámara)                  | 24 agosto 1358      | 14 maggio 1383                              | 22 ottobre 1383 ascesa della moglie | 6 aprile 1385 rinuncia della moglie al titolo | 9 ottobre 1390            | Beatrice     |

 Aviz, 1385-1495 
| Immagine | Nome                  | Padre                                                  | Nascita          | Matrimonio        | Divenne Consorte                 | Cessò di essere Consorte          | Morte            | Consorte    |
| -------- | --------------------- | ------------------------------------------------------ | ---------------- | ----------------- | -------------------------------- | --------------------------------- | ---------------- | ----------- |
|          | Filippa di Lancaster  | Giovanni Plantageneto, I duca di Lancaster (Lancaster) | 31 marzo 1359    | 11 febbraio 1387  | 11 febbraio 1387                 | 19 luglio 1415                    | 19 luglio 1415   | Giovanni I  |
|          | Eleonora d'Aragona    | Ferdinando I, re di Aragona (Trastámara)               | 1402             | 22 settembre 1428 | 14 agosto 1433 ascesa del marito | 9 settembre 1438 morte del marito | 19 febbraio 1445 | Edoardo     |
|          | Isabella di Coimbra   | Infante Pietro, duca di Coimbra (Aviz)                 | 1º marzo 1432    | 6 maggio 1447     | 6 maggio 1447                    | 2 dicembre 1455                   | 2 dicembre 1455  | Alfonso V   |
|          | Giovanna di Castiglia | Enrico IV, re di Castiglia (Trastámara)                | 21 febbraio 1462 | 30 maggio 1475    | 30 maggio 1475                   | 1479 divorzio                     | 1530             | Alfonso V   |
|          | Eleonora di Viseu     | Ferdinando, duca di Viseu (Aviz-Beja)                  | 2 maggio 1458    | 22 gennaio 1471   | 28 agosto 1481 ascesa del marito | 25 ottobre 1495 morte del marito  | 17 novembre 1525 | Giovanni II |

 Aviz-Beja, 1495–1580 
| Immagine | Nome               | Padre                                     | Nascita          | Matrimonio        | Divenne Consorte  | Cessò di essere Consorte          | Morte            | Consorte     |
| -------- | ------------------ | ----------------------------------------- | ---------------- | ----------------- | ----------------- | --------------------------------- | ---------------- | ------------ |
|          | Isabella d'Aragona | Ferdinando II, re di Aragona (Trastámara) | 2 ottobre 1470   | 30 settembre 1497 | 30 settembre 1497 | 28 agosto 1498                    | 28 agosto 1498   | Manuele I    |
|          | Maria d'Aragona    | Ferdinando II, re di Aragona (Trastámara) | 29 giugno 1482   | 30 ottobre 1500   | 30 ottobre 1500   | 7 marzo 1517                      | 7 marzo 1517     | Manuele I    |
|          | Eleonora d'Austria | Filippo I, re di Castiglia (Asburgo)      | 15 novembre 1498 | 16 luglio 1518    | 16 luglio 1518    | 13 dicembre 1521 morte del marito | 25 febbraio 1558 | Manuele I    |
|          | Caterina d'Austria | Filippo I, re di Castiglia (Asburgo)      | 14 gennaio 1507  | 10 febbraio 1525  | 10 febbraio 1525  | 11 giugno 1557 morte del marito   | 12 febbraio 1578 | Giovanni III |

 Asburgo, 1580–1640 
| Immagine | Nome                        | Padre                                              | Nascita          | Matrimonio       | Divenne Consorte                   | Cessò di essere Consorte                | Morte           | Consorte    |
| -------- | --------------------------- | -------------------------------------------------- | ---------------- | ---------------- | ---------------------------------- | --------------------------------------- | --------------- | ----------- |
|          | Anna d'Austria              | Massimiliano II, Sacro Romano Imperatore (Asburgo) | 1º novembre 1549 | 4 maggio 1570    | 31 gennaio 1580 ascesa del marito? | 26 ottobre 1580                         | 26 ottobre 1580 | Filippo I   |
|          | Margherita d'Austria-Stiria | Carlo II, arciduca d'Austria-Interiore (Asburgo)   | 25 dicembre 1584 | 18 aprile 1599   | 18 aprile 1599                     | 3 ottobre 1611                          | 3 ottobre 1611  | Filippo II  |
|          | Elisabetta di Francia       | Enrico IV, re di Francia (Borbone)                 | 22 novembre 1602 | 25 novembre 1615 | 31 marzo 1621 ascesa del marito    | 15 dicembre 1640 deposizione del marito | 6 ottobre 1644  | Filippo III |

 Braganza, 1640–1853 
| Immagine      | Nome                                                        | Padre                                                                                             | Nascita          | Matrimonio        | Divenne Consorte                   | Cessò di essere Consorte              | Morte            | Consorte    |
| ------------- | ----------------------------------------------------------- | ------------------------------------------------------------------------------------------------- | ---------------- | ----------------- | ---------------------------------- | ------------------------------------- | ---------------- | ----------- |
|               | Luisa de Guzmán                                             | Juan Manuel Pérez de Guzmán, VIII duca di Medina Sidonia (Guzmán)                                 | 13 ottobre 1613  | 12 gennaio 1633   | 1º dicembre 1640 ascesa del marito | 6 novembre 1656 morte del marito      | 27 febbraio 1666 | Giovanni IV |
|               | Maria Francesca di Savoia-Nemours                           | Carlo Amedeo, duca di Savoia-Nemours (Savoia)                                                     | 21 giugno 1646   | 2 agosto 1666     | 2 agosto 1666                      | 24 marzo 1668 divorzio                | 27 dicembre 1683 | Alfonso VI  |
| 2 aprile 1668 | Maria Francesca di Savoia-Nemours                           | Carlo Amedeo, duca di Savoia-Nemours (Savoia)                                                     | 21 giugno 1646   | 12 settembre 1683 | 27 dicembre 1683                   | 27 dicembre 1683                      | Pietro II        |             |
|               | Maria Sofia del Palatinato-Neuburg                          | Filippo Guglielmo, elettore Palatino (Wittelsbach)                                                | 6 agosto 1666    | 11 agosto 1687    | 11 agosto 1687                     | 4 agosto 1699                         | 4 agosto 1699    |             |
|               | Maria Anna d'Austria                                        | Leopoldo I, Sacro Romano Imperatore (Asburgo)                                                     | 7 settembre 1683 | 27 ottobre 1708   | 27 ottobre 1708                    | 31 luglio 1750 morte del marito       | 14 agosto 1754   | Giovanni V  |
|               | Marianna Vittoria di Spagna                                 | Filippo V, re di Spagna (Borbone)                                                                 | 31 marzo 1718    | 19 gennaio 1729   | 31 luglio 1750 ascesa del marito   | 24 febbraio 1777 morte del marito     | 15 gennaio 1781  | Giuseppe I  |
|               | Carlotta Gioacchina di Spagna                               | Carlo IV, re di Spagna (Borbone)                                                                  | 25 aprile 1775   | 8 maggio 1785     | 20 marzo 1816 ascesa del marito    | 10 marzo 1826 morte del marito        | 7 gennaio 1830   | Giovanni VI |
|               | Maria Leopoldina d'Austria                                  | Francesco I, imperatore d'Austria (Asburgo-Lorena)                                                | 22 gennaio 1797  | 6 novembre 1817   | 26 marzo 1826 ascesa del marito    | 28 maggio 1826 abdicazione del marito | 11 dicembre 1826 | Pietro IV   |
|               | Augusto di Leuchtenberg-Beauharnais                         | Eugenio di Beauharnais, I duca di Leuchtenberg (Beauharnais)                                      | 9 dicembre 1810  | 26 gennaio 1835   | 26 gennaio 1835                    | 28 marzo 1835                         | 28 marzo 1835    | Maria II    |
|               | Ferdinando di Sassonia-Coburgo-Gotha                        | Ferdinando, principe di Sassonia-Coburgo-Kohary (Sassonia-Coburgo-Gotha)                          | 29 ottobre 1816  | 1º gennaio 1836   | 1º gennaio 1836                    | 16 settembre 1837 divenne Re          | 15 dicembre 1885 | Maria II    |
|               | Adelaide di Löwenstein-Wertheim-Rosenberg Regina Michelista | Constantino, principe ereditario di Löwenstein-Wertheim-Rosenberg (Löwenstein-Wertheim-Rosenberg) | 3 aprile 1831    | 24 settembre 1851 | -                                  | -                                     | 16 dicembre 1909 | Michele I   |

 Braganza-Sassonia-Coburgo-Gotha, 1853–1910 
| Immagine | Nome                                                          | Padre                                                                          | Nascita           | Matrimonio       | Divenne Consorte                  | Cessò di essere Consorte          | Morte           | Consorte   |
| -------- | ------------------------------------------------------------- | ------------------------------------------------------------------------------ | ----------------- | ---------------- | --------------------------------- | --------------------------------- | --------------- | ---------- |
|          | Stefania di Hohenzollern-Sigmaringen                          | Carlo Antonio, principe di Hohenzollern-Sigmaringen (Hohenzollern-Sigmaringen) | 15 luglio 1837    | 18 maggio 1858   | 18 maggio 1858                    | 17 luglio 1859                    | 17 luglio 1859  | Pietro V   |
|          | Maria Pia di Savoia                                           | Vittorio Emanuele II, re d'Italia (Savoia)                                     | 14 febbraio 1847  | 6 ottobre 1862   | 6 ottobre 1862                    | 19 ottobre 1889 morte del marito  | 5 luglio 1911   | Luigi I    |
|          | Amelia d'Orléans                                              | Luigi Filippo, conte di Parigi (Borbone-Orléans)                               | 28 settembre 1865 | 22 maggio 1886   | 19 ottobre 1889 ascesa del marito | 1º febbraio 1908 morte del marito | 25 ottobre 1951 | Carlo I    |
|          | Augusta Vittoria di Hohenzollern-Sigmaringen Regina in Esilio | Guglielmo, principe di Hohenzollern-Sigmaringen (Hohenzollern-Sigmaringen)     | 19 agosto 1890    | 4 settembre 1913 | -                                 | -                                 | 29 agosto 1966  | Manuele II |